# Tow Boe Keong Kew Ong Tai Taytempel
Tow Boe Keong Kew Ong Tai Taytempel of Toe Boe Keong Kew Ong Tai Taytempel is een taoïstische tempel aan de Macallum Street Ghaut in George Town, Maleisië.
Het is een nieuw tempelgebouw dat gebouwd is op aangewonnen land. De tempel heeft uitzicht op de zee. De tempel is gewijd aan de god Jiu huangdi. De hoofdingang van de tempel is gericht op de zee.
Achter het gebouw staat een plaquette met de vermelding dat Tow Boe Keong Kew Ong Tai Taytempel aan de Magazine Road op december 1995 officieel is geopend door Tan Sri Dr Koh Tsu Koon, de hoofd-minister van Penang.